# Nemaschema mulsanti
Nemaschema mulsanti là một loài bọ cánh cứng trong họ Cerambycidae.